# Psychotria miombicola
Psychotria miombicola är en måreväxtart som beskrevs av Bernard Verdcourt. Psychotria miombicola ingår i släktet Psychotria och familjen måreväxter. Inga underarter finns listade i Catalogue of Life.